# Она (коммуна)
Она́ (фр. Aunat) — коммуна во Франции, находится в регионе Лангедок — Руссильон. Департамент коммуны — Од. Входит в состав кантона Белькер. Округ коммуны — Лиму.
Код INSEE коммуны — 11019.

## Население
Население коммуны на 2008 год составляло 46 человек.
| 1962 | 1968 | 1975 | 1982 | 1990 | 1999 | 2008 |
| ---- | ---- | ---- | ---- | ---- | ---- | ---- |
| 150  | 134  | 119  | 82   | 55   | 52   | 46   |

## Экономика
В 2007 году среди 22 человек в трудоспособном возрасте (15—64 лет) 16 были экономически активными, 6 — неактивными (показатель активности — 72,7 %, в 1999 году было 40,0 %). Из 16 активных работали 12 человек (8 мужчин и 4 женщины), безработных было 4 (1 мужчина и 3 женщины). Среди 6 неактивных 3 человека были пенсионерами, 3 были неактивными по другим причинам.